# Melitta leporina
Melitta leporina là một loài ong trong họ Melittidae. Loài này được Panzer miêu tả khoa học đầu tiên năm 1799.